# Lucas Bruchet
Lucas „Luc“ Bruchet (* 23. Februar 1991 in Vancouver, British Columbia) ist ein kanadischer Leichtathlet, der sich auf den Mittelstreckenlauf spezialisiert hat.

## Leben
Lucas Bruchet stammt aus Vancouver. In seiner Kindheit betrieb er mehrere verschiedene Sportarten, wobei ihm das Laufen auf Anhieb am meisten zusagte. Parallel zu seinem Lauftraining spielte er während seiner Schulzeit auch Baseball und Basketball. Nachdem er auf der High School beinahe das Lauftraining aufgab, war es seine Mutter, die ihm das Weitermachen nahelegte. Nach dem Schulabschluss schrieb er sich für das Studium der Bewegungswissenschaften an der University of British Columbia ein, das er 2014 mit dem Bachelorgrad abschloss. Seine sportliche Laufbahn während seiner Studienzeit war durch eine Leidenszeit aufgrund zahlreicher Verletzungen, darunter Ermüdungsbrüche und Muskelzerrungen im Hüftbereich. Bruchet trainiert heute in seiner Geburtsstadt Vancouver und lebt in White Rock.

## Sportliche Laufbahn
Lucas Bruchet bestritt im Jahr 2009 seine ersten internationalen Laufwettkämpfe. Ende Juli trat er über 1500 Meter bei den U20-Meisterschaften Panamerikas auf Trinidad und Tobago an und belegte den siebten Platz. 2010 trat er im März im U20-Rennen über 8 km bei den Crosslauf-Weltmeisterschaften in Polen an, kam aber nicht über Platz 65 hinaus. Im Sommer belegte er Platz 9 im 1500-Meter-Lauf bei den Kanadischen U20-Meisterschaften. 2011 trat er zum ersten Mal bei den Kanadischen Meisterschaften der Erwachsenen an, verpasste allerdings, ebenso wie im Jahr 2012, das Finale des 1500-Meter-Laufes. 2013 nahm Bruchet nach 2008 erneut an Crosslauf-Weltmeisterschaften in Polen teil, diesmal über 12 km bei den Erwachsenen. Wie bereits 2008, belegte er wieder Platz 65. Im Laufe der Saison begann er, neben dem 1500-Meter-Lauf, den Fokus auf die längere 5000-Meter-Distanz zu legen. So konnte er im Juni über diese Distanz den vierten Platz bei den Kanadischen Meisterschaften belegen. Einen Monat später trat er bei der Universiade in Kasan an und erreichte das Finale, das er in 14:08,59 min als Neunter beendete. 2014 wurde Bruchet Kanadischer Vizemeister im 5000-Meter-Lauf. Ein Jahr darauf gewann er bei den gleichen Meisterschaften Bronze und sicherte sich damit einen Platz im kanadischen Team für die in der Heimat stattfindenden Panamerikanische Spiele. Ende Juli trat er bei den Spielen an und erreichte als Achter das Ziel. Zum Ende der Saison steigerte er seine 5000-Meter-Bestzeit in Belgien auf 13:29,79 min. 2016 wurde Bruchet zum zweiten Mal Kanadischer Vizemeister über 5000 Meter. Zuvor verbesserte er im Juni seine Bestzeit um mehr als fünf Sekunden auf 13:24,10 min und erfüllte damit die Qualifikationsnorm für die Olympischen Sommerspiele in Rio de Janeiro. Anfang August ging er im Vorlauf bei den Spielen an den Start. Er belegte den 19. von insgesamt 25 Startern im ersten von zwei Vorläufen und verpasste damit den Finaleinzug deutlich.
2017 gewann Bruchet erneut die Bronzemedaille bei den Kanadischen Meisterschaften über 5000 Meter. Die nachfolgende Saison bis einschließlich der Beginn der Saison 2019 waren anschließend erneut von Verletzungen geprägt. Im Laufe der Saison 2019 konnte schließlich noch Platz 4 über 5000 Meter und Silber im 10.000-Meter-Lauf bei den Kanadischen Meisterschaften gewinnen. Aufgrund der COVID-19-Pandemie, konnte auch er im Jahr 2020 nur sehr wenige Wettkämpfe bestreiten. 2021 stellte Bruchet zunächst im Juni in 13:12,56 seine neue Bestzeit im 5000-Meter-Lauf auf und sicherte sich damit die Qualifikation für seine zweiten Olympischen Sommerspiele. Eine Woche später gewann er über die doppelte Distanz seinen ersten und bislang einzigen Kanadischen Meistertitel. Anfang August trat er im Vorlauf bei den Olympischen Spielen in Tokio an. Auch diesmal verpasste er als 13. seine Vorlaufes den Einzug in das Finale.

## Wichtige Wettbewerbe
| Jahr               | Veranstaltung                 | Ort                | Platz              | Disziplin          | Zeit               |
| Startet für Kanada | Startet für Kanada            | Startet für Kanada | Startet für Kanada | Startet für Kanada | Startet für Kanada |
| ------------------ | ----------------------------- | ------------------ | ------------------ | ------------------ | ------------------ |
| 2009               | U20-Panamerikameisterschaften | Port-of-Spain      | 1500 m             | 3:58,50 min        |                    |
| 2010               | Crosslauf-Weltmeisterschaften | Bydgoszcz          | 65.                | 8 km (U20)         | 24:57 min          |
| 2013               | Crosslauf-Weltmeisterschaften | Bydgoszcz          | 65.                | 12 km              | 35:12 min          |
| 2013               | Universiade                   | Kasan              | 9.                 | 5000 m             | 14:08,59 min       |
| 2015               | Panamerikanische Spiele       | Toronto            | 8.                 | 5000 m             | 13:56,09 min       |
| 2016               | Olympische Sommerspiele       | Rio de Janeiro     | 37.                | 5000 m             | 14:02,02 min       |
| 2021               | Olympische Sommerspiele       | Tokio              | 27.                | 5000 m             | 13:44,08 min       |

## Persönliche Bestleistungen
Freiluft
- 1500 m: 3:37,79 min, 18. Juli 2021, Mission Viejo
- 3000 m: 7:46,89 min, 1. Juni 2017, Concord
- 5000 m: 13:12,56 min, 12. Juni 2021, Burnaby
- 10.000 m: 27:56,12 min, 6. März 2022, San Juan Capistrano

Halle
- 3000 m: 7:49,65 min, 15. Februar 2020, Boston
- 5000 m: 13:40,13 min, 28. Februar 2020, Boston